# Asheldham
Asheldham – wieś w Anglii, w hrabstwie Essex, w dystrykcie Maldon. Leży 27 km na wschód od miasta Chelmsford i 70 km na wschód od Londynu. Miejscowość liczy 154 mieszkańców.